# Tamalcuatitla, San Felipe Orizatlán
Tamalcuatitla är en ort i Mexiko.   Den ligger i kommunen San Felipe Orizatlán och delstaten Hidalgo, i den sydöstra delen av landet, 210 km norr om huvudstaden Mexico City. Tamalcuatitla ligger 237 meter över havet och antalet invånare är 150.
Terrängen runt Tamalcuatitla är platt åt sydost, men åt nordväst är den kuperad. Tamalcuatitla ligger uppe på en höjd. Runt Tamalcuatitla är det ganska tätbefolkat, med 248 invånare per kvadratkilometer. Närmaste större samhälle är Tamazunchale, 19,7 km väster om Tamalcuatitla. Omgivningarna runt Tamalcuatitla är en mosaik av jordbruksmark och naturlig växtlighet.